# جنگل‌های لرستان

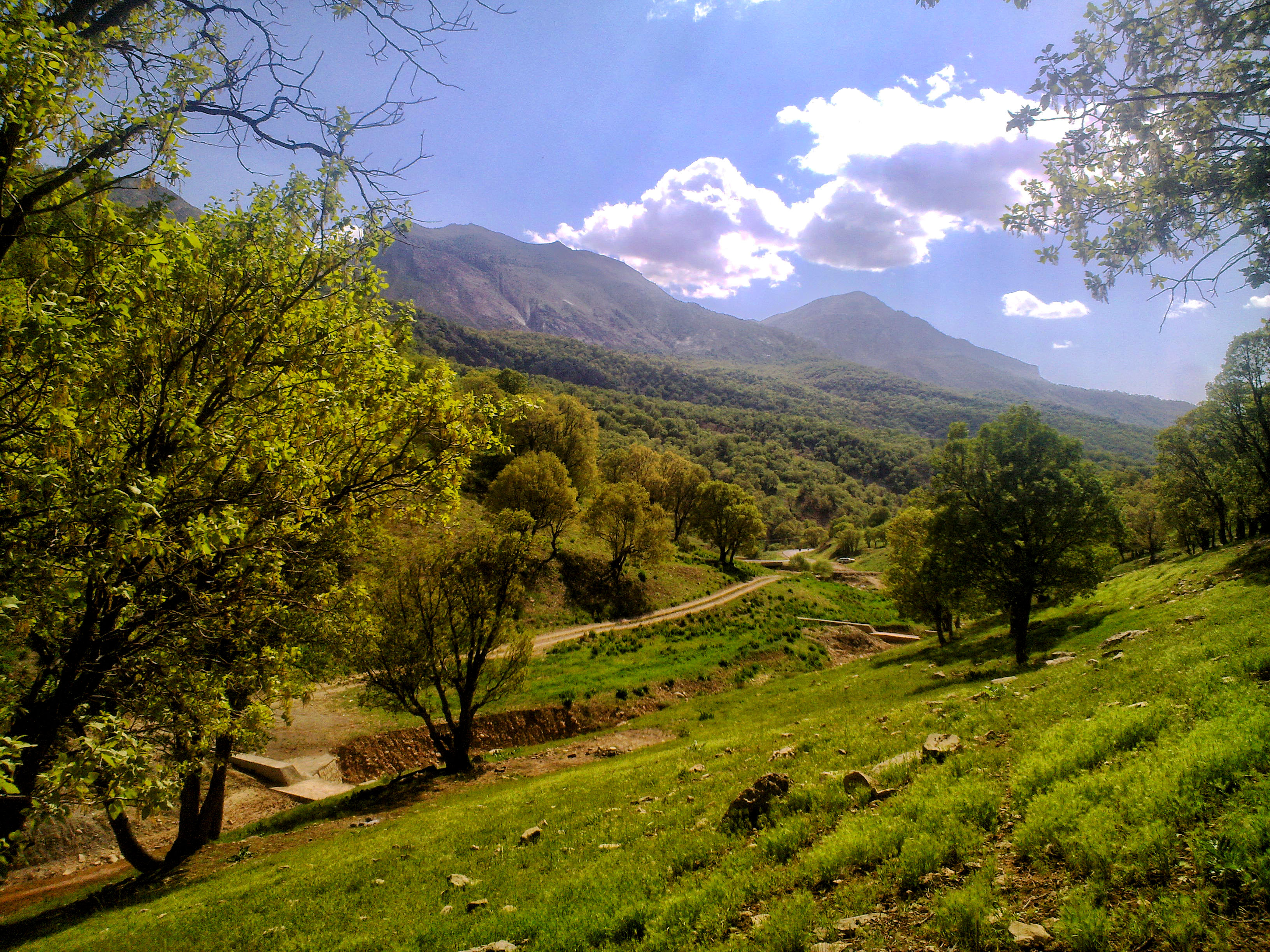
جنگل‌های منطقه نوژیان

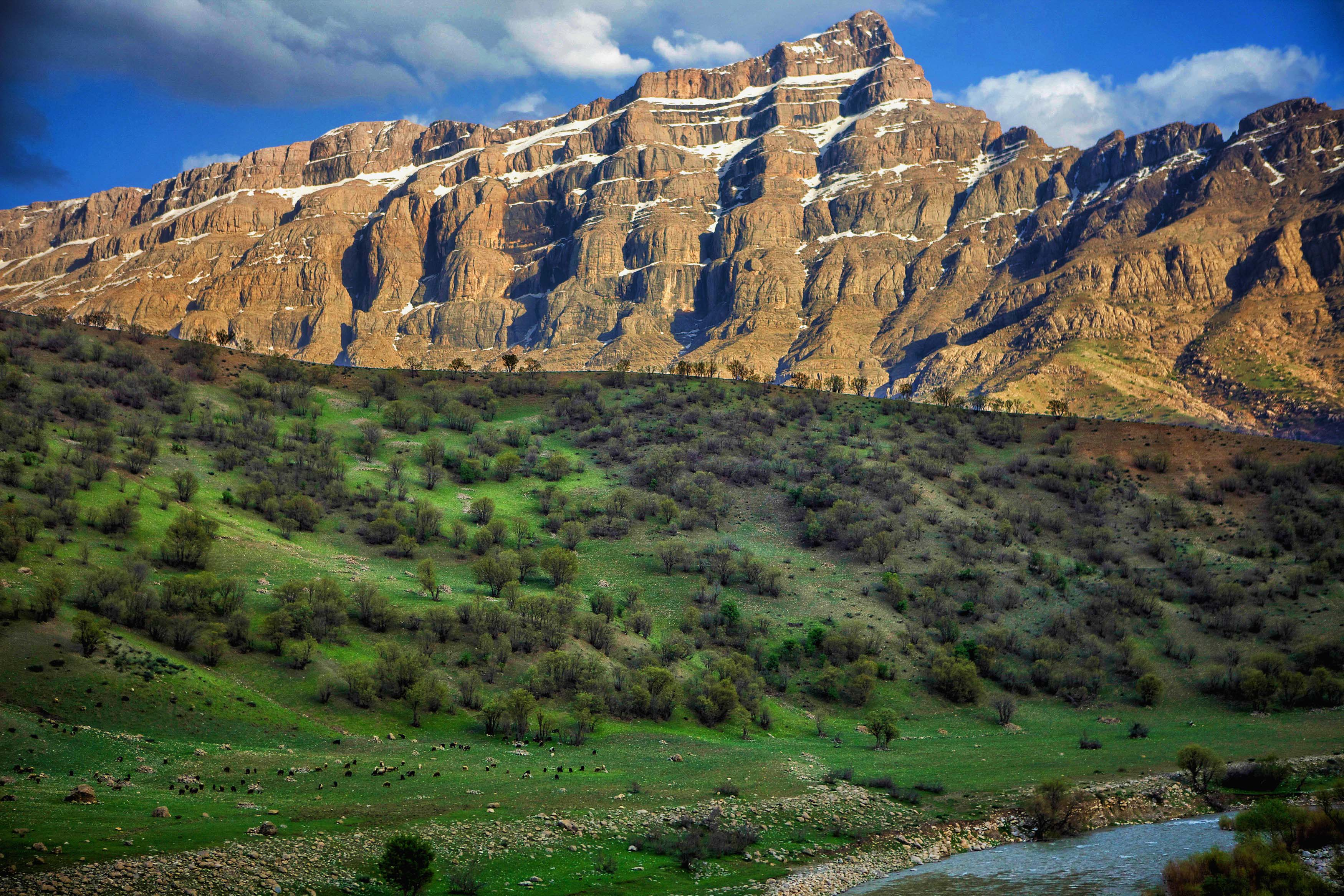
گونه‌های بلوط استان لرستان

حدود ۱ میلیون و ۲۰۰ هزار هکتار از مساحت استان لرستان پوشیده از جنگل است که این جنگل‌های حوزه رویشی زاگرس از با ارزش‌ترین ذخایر جنگلی جهان است. مهم‌ترین گونه گیاهی در جنگل‌های لرستان بلوط است که این درختان نقش فوق‌العاده اکولوژیستی دارند و منابع مهمی برای حفظ آب و خاک محسوب می‌شوند.

جنگل‌های لرستان از سال ۱۳۸۸ دچار بیماری و خسارت شده‌اند که بخشی از این بیماری متوجه عوامل انسانی و بخشی نیز به دلیل عوامل بیولوژیکی است و تا کنون تحقیقاتی در این زمینه انجام نشده‌است.

تغییر اقلیم و وجود پدیده گرد و غبار، افزایش درجه حرارت، تغییر بارش‌ها از برف به باران و عدم تعادل در پراکنش بارندگی‌ها موجب تشدید خشکسالی و نابودی بلوط لرستان شده‌است.

به رغم تلاش‌های انجام شده، تاکنون درمان قطعی برای بیماری جنگل‌های بلوط لرستان یافت نشده و درمان‌های موقتی که به تأیید کارشناسان فائو رسیده برای جلوگیری از گسترش زوال بلوط در دستور کار قرار گرفته‌است. هم‌اکنون عملیات بهداشتی به منظور قطع درختان آلوده، عملیات پرورشی به منظور هرس و مقاوم‌سازی درختان و عملیات تولید و کاشت نهال‌های مقاوم در دستور کار قرار دارد. در بیماری فعلی درختان بلوط، نوعی سوسک با لانه گزینی در درخت بلوط موجب زوال وخشکیدگی آن می‌شود که تاکنون دلیل هجوم این سوسک‌ها به جنگل‌های بلوط شناسایی نشده‌است. این حشره تنها به درختان بلوط حمله‌ور می‌شود و کارشناسان دلایل متعددی از جمله گرد و غبار، خشکسالی و حتی اثرات ناشی از بمب‌های شیمیایی در زمان جنگ را از عوامل پیدایش و حمله این سوسک‌ها به جنگل‌های بلوط عنوان می‌کنند. ۷۰ درصد علل بیماری خشکسالی تشخیص داده شده‌است.

## مرگ درختان بلوط

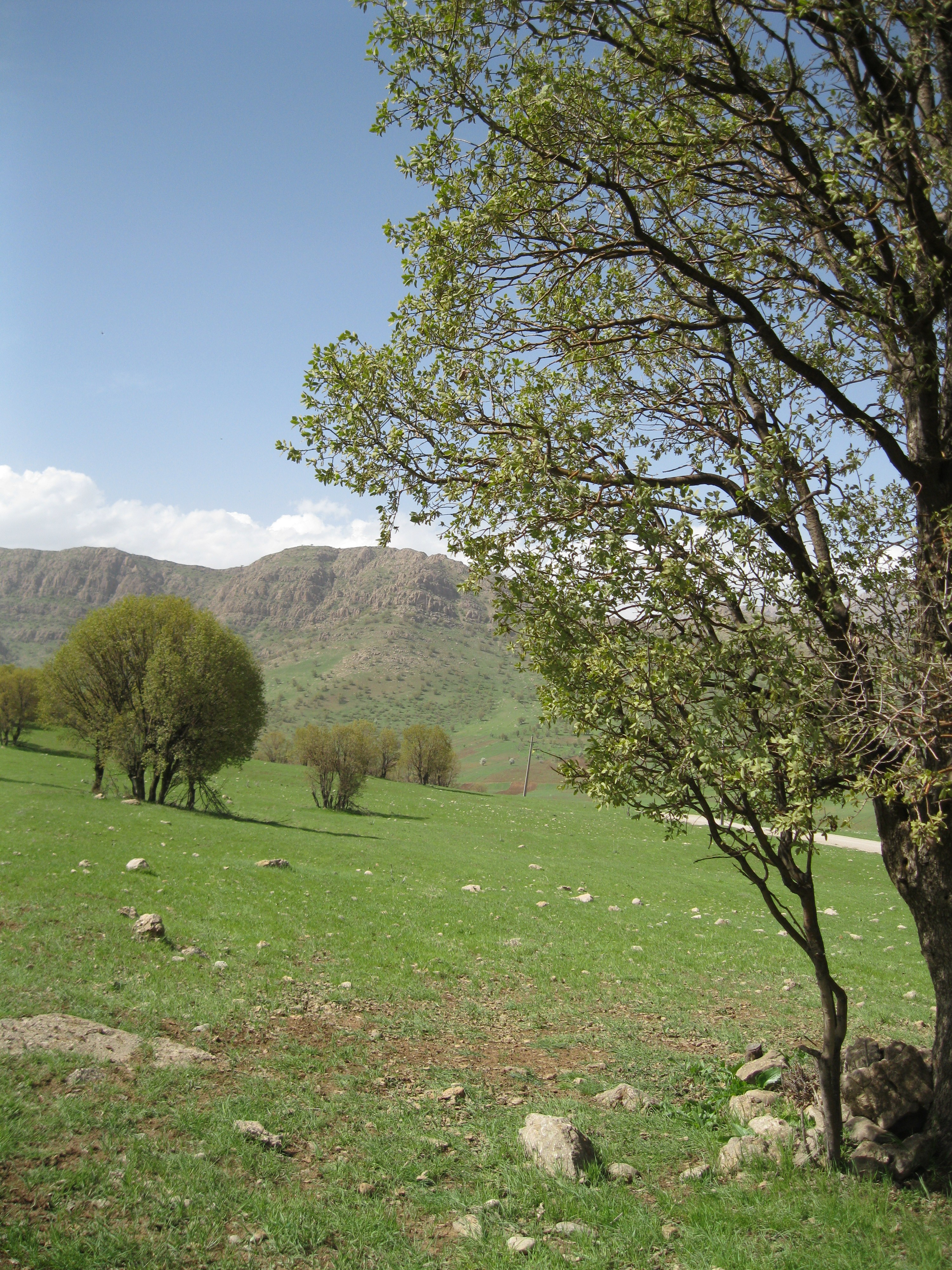
درختان بلوط شهرستان خرم‌آباد

میزان مرگ درختان بلوط تنها در استان لرستان به ۸۰ هزار اصله رسیده و بیماری به سطح ۲/۱ میلیون هکتار از جنگل‌های منحصر به فرد زاگرس سرایت کرده ولی هنوز معلوم نیست دلیل این بیماری چیست. زوال بلوط همچنان در زاگرس جولان می‌دهد بی آنکه برای مقابله با این پدیده راهکاری جدی اندیشیده شده باشد. مطابق آخرین اطلاعات و ارزیابی‌ها یک چهارم جنگل‌های زاگرس دچار خشکیدگی شده‌اند.

بنا بر تحقیقات و آنالیزهای انجام شده توسط دانشگاه تهران، دمای هوای منطقه زاگرس ۳ درصد، سرعت وزش باد ۲۰ درصد و تبخیر تعرق ۶ درصد افزایش یافته و این در حالی است که میزان بارندگی در این منطقه ۶ درصد کاهش نشان می‌دهد. یکی از مهم‌ترین دلایل عنوان شده زوال بلوط زاگرس، مبنی بر مجموعه‌ای از عوامل بیماری زا و تنش‌های محیطی است. در گذشته این عوامل وجود نداشته اما در سال‌های اخر تنش‌های محیطی موجب فعال شدن برخی قارچ‌ها شده که این عوامل منجر بله بیماری زغالی شده که در این صورت قابلیت احیا درخت وجود ندارد. در مجموع تاکنون ۸۰ هزار اصله درخت قطع شده و این درختان به زغال تبدیل می‌شوند. زوال درختان و درختچه‌های بلوط زاگرس تنها معضل این منطقه نیست بلکه نمونه‌هایی از خشکی و زوال ارس، بنه، شم و زالزالک نیز گزارش شده که این گزارش‌ها زنگ خطری برای حفظ جنگل‌های زاگرس به شمار می‌رود.

در نقشه پهنه بندی مناطق آلوده استان، ۵۶۳ هزار هکتار جنگل بلوط از ۱۰ تا ۱۰۰ درصد دچار زوال شده‌است. از این میزان ۲۲ هزار و ۳۴۵ هکتار از ۲۵ تا ۱۰۰ درصد، ۲۸ هزار و ۸۵۴ هکتار ا ز ۵۰ تا ۷۵ درصد، ۱۹۵ هزار و ۸۵۹ هکتار از ۲۵ تا ۵۰ درصد و مابقی جنگل‌ها کمتر از ۲۵ درصد دچار پدیده زوال شده‌است. بیشترین میزان خشکیدگی در جنگل‌های شهرهای پلدختر و کوهدشت مشاهده می‌شود. سازمان جنگل‌ها و مراتع کشور از سه دستورالعمل، استفاده از گونه‌های مقاوم، نهالکاری و قطع درختان بیمار را به استان‌های دچار این پدیده پیشنهاد کرده که این فعالیت‌ها در استان لرستان نیز در دست اقدام است.